# John Scott Leary
John Scott Leary (* 29. Dezember 1881 in Mount Shasta; † 1. Juli 1958 in San Francisco) war ein US-amerikanischer Schwimmer.

## Karriere
Leary nahm 1904 an den Olympischen Spielen in St. Louis teil. Im Wettbewerb über 50 Yards Freistil gewann er Silber. In seiner zweiten Disziplin, 100 Yards Freistil, gewann er die Bronzemedaille. Im Jahr 1905 wurde Leary Schüler des australischen Trainers Syd Cavill, der ihm die Schwimmtechnik Australian Crawl beibrachte. Er war der erste US-Amerikaner, der diese Technik im Wettkampf aufgriff. In den folgenden Monaten dominierte er den Schwimmsport in den Vereinigten Staaten. Im Sommer 1905 wurde er der erste Mensch, der 100 Yards in unter einer Minute schwamm.